# كاميرون بورغس
كاميرون بورغس (بالإنجليزية: Cameron Burgess)‏ (21 أكتوبر 1995 بأبردين في المملكة المتحدة - ) هو لاعب كرة قدم أسترالي في مركز الدفاع. لعب مع نادي روس كاونتي ونادي فولهام ونادي تشيلتنهام تاون لكرة القدم.

## وصلات خارجية
- كاميرون بورغس على موقع الاتحاد الأوربي (الإنجليزية)
- كاميرون بورغس على موقع قاعدة بيانات كرة القدم.إي يو (الإنجليزية)
- كاميرون بورغس على موقع ناشيونال فوتبول تيمز (الإنجليزية)
- كاميرون بورغس على موقع Soccerbase.com (لاعب) (الإنجليزية)
- كاميرون بورغس على موقع Soccerway.com (الإنجليزية)
- كاميرون بورغس على موقع عالم كرة القدم.نت (الإنجليزية)